# Courbe convexe
Pour les autres sens du mot « convexe », voir convexité.
 (avril 2011).
Si vous disposez d'ouvrages ou d'articles de référence ou si vous connaissez des sites web de qualité traitant du thème abordé ici, merci de compléter l'article en donnant les références utiles à sa vérifiabilité et en les liant à la section « Notes et références ».
En géométrie, une courbe plane est dite convexe si elle est la frontière d'un ensemble convexe.